# UNITER 2008
Ediția a XVI-a a Premiilor UNITER a avut loc luni, 14 aprilie 2008. Juriul de selecție a fost format din criticii Magdalena Boiangiu, Ion Cocora și Doru Mareș.

## Nominalizări și câștigători
Câștigătorii apar cu font îngroșat.

### Cel mai bun spectacol
- Unchiul Vania, Teatrul Maghiar de Stat din Cluj
- Faust, Teatrul Național Radu Stanca din Sibiu
- Ionesco – Cinci piese scurte, Teatrul Odeon din București

### Cel mai bun regizor
- Andrei Șerban pentru „Unchiul Vania”, la Teatrul Maghiar de Stat din Cluj
- László Bocsárdi pentru „Don Juan” după Molière, la Teatrul Toma Caragiu din Ploiești
- Alexandru Dabija pentru „Ionesco – Cinci piese scurte”, la Teatrul Odeon, București

### Cea mai bună scenografie
- Helmut Sturmer pentru „Faust”, la Teatrul Național Radu Stanca din Sibiu
- Carmencita Brojboiu pentru „Unchiul Vania”, la Teatrul Maghiar de Stat din Cluj
- Adriana Grand pentru „Deșteptarea primăverii”, la Teatrul „Maria Filotti“, Brăila

### Cel mai bun actor în rol principal
- András Hatházi pentru rolul Ivan Petrovici (Vania) din „Unchiul Vania”, la Teatrul Maghiar de Stat din Cluj
- Constantin Cojocaru pentru rolul Pata din „Povestiri despre nebunia (noastră) cea de toate zilele”, la Teatrul Tineretului Piatra Neamț
- Marcel Iureș pentru rolul Martin din „Capra sau Cine e Sylvia?”, la Teatrul Act, București

### Cea mai bună actriță în rol principal
- Ofelia Popii pentru rolul Mefisto din „Faust”, la Teatrul Național Radu Stanca din Sibiu
- Coca Bloos pentru rolul Tanti Hanek din „Povestiri despre nebunia (noastră) cea de toate zilele”, la Teatrul Tineretului Piatra Neamț
- Emilia Dobrin pentru rolul Stevie din „Capra sau Cine e Sylvia?”, la Teatrul Act, București

### Cel mai bun actor în rol secundar
- Ovidiu Ghiniță pentru rolul Tatăl din „Vis Toamna”, la Teatrul Ioan Slavici din Arad
- Gabriel Duțu pentru rolul Medicul din „Recviem”, la Teatrul Bacovia, Bacău
- Dan Glasu pentru rolul Ilia Afanasievici Samraev din „Pescărușul”, la Teatrul Național Radu Stanca, Sibiu

### Cea mai bună actriță în rol secundar
- Dana Dogaru pentru rolul Mama/Chelnerița japoneză din „În rolul victimei”, la Teatrul Metropolis, București
- Florina Cercel pentru rolul Stepanida Rozanova din „Istoria comunismului povestită pentru bolnavii mintal”, la Teatrul Național din București
- Florentina Tilea pentru rolul Polina Andreeva din „Pescărușul”, la Teatrul Național Radu Stanca din Sibiu

### Teatru radiofonic
- București – underground de Saviana Stănescu și Toma Enache, regia Toma Enache
- Dumnezeul de a doua zi de Corneliu Mimi Brănescu, regia Claudiu Goga
- Întâlnirea de Gabriela Adameșteanu, regia Cătălina Buzoianu

### Debut
- Cristina Casian pentru rolul Amalia din „Amalia respiră adânc”, la Teatrul Act, București
- Orsolya Jakab pentru rolul Electra din „Electra”, la Teatrul Tomcsa Sándor, Odorheiul Secuiesc
- Anikó Pethő pentru rolul Sonia din „Unchiul Vania”, la Teatrul Maghiar de Stat din Cluj

### Premiul de Excelență
- Radu Beligan

### Premiul pentru întreaga activitate
- actor: Ion Besoiu
- actriță: Dorina Lazăr
- scenografie: Florica Mălureanu
- regie: Sanda Manu
- critică: Ion Cocora

### Premii speciale
- pentru muzica de teatru: Ada Milea
- pentru Teatrul de copii Marian Ralea
- pentru Teatrul de păpuși: Ionuț Brancu
- pentru Teatrul de revistă: Aurel Storin
- pentru Circ: Brândușa Novac
- pentru coregrafie: Florin Fieroiu
- pentru performanță în teatrul non-verbal: Mihai Mălaimare și Teatrul Masca

### Premiul președintelui UNITER
- Silvia Kerim

### Cea mai bună piesă românească a anului 2007
- Meserii și fundături de Mihai Ignat – spectacol lectură la TNB Centrul de Cercetare și Creație Teatrală „Ion Sava”[1]